# Астрономія в Естонії

Головна будівля Тартуської обсерваторії

Астрономія в Естонії вивчається головним чином в Тартуській обсерваторії, яка ще з початку XIX століття є важливим центром астрономічних досліджень і викладання астрономії.

## Історія

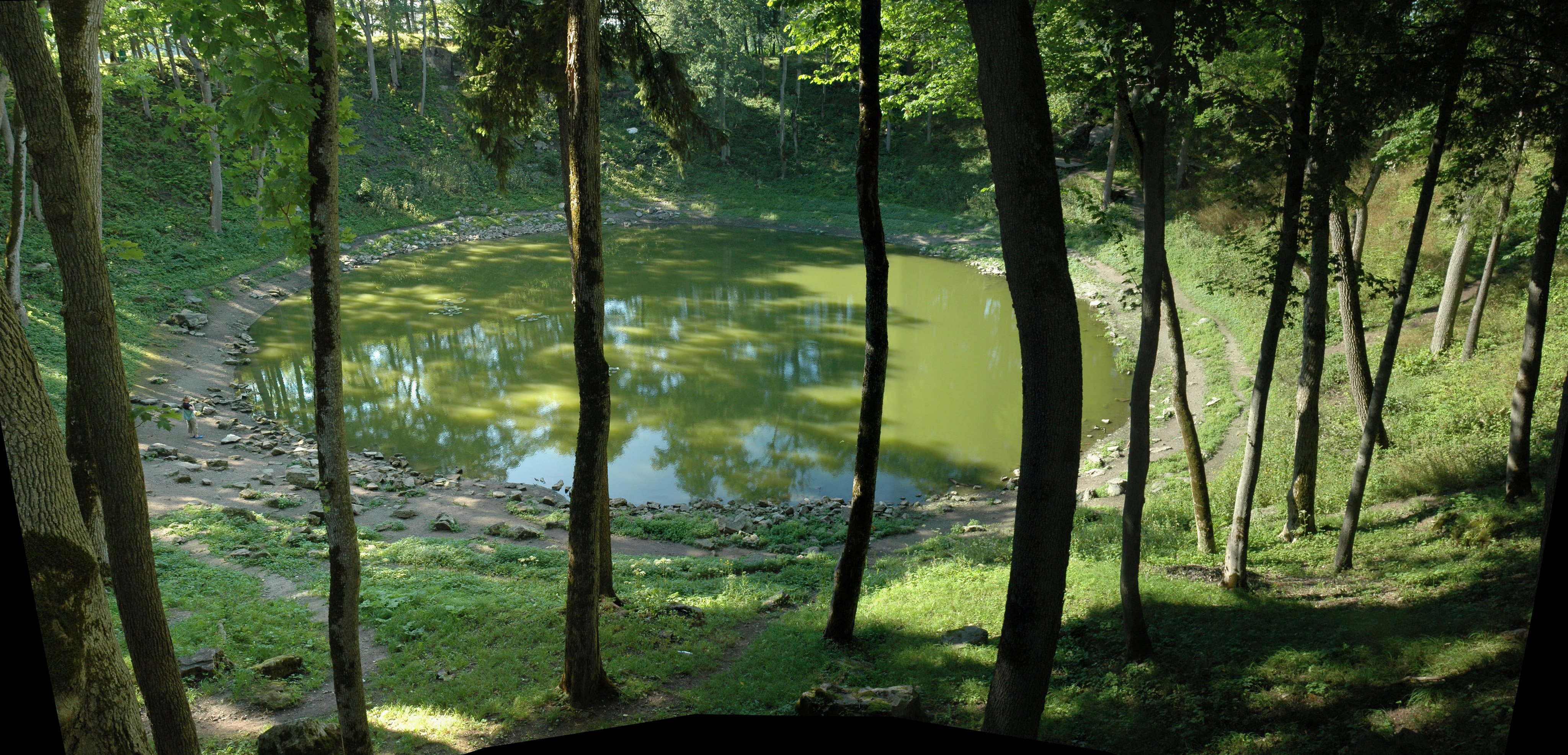
Метеоритний кратер Каалі

### Давня історія
Давні естонці добре знали небо. Вони давали назви сузір'ям на честь повсякденних предметів і інструментів. Чумацький Шлях називався «пташиною дорогою» (ест. Linnutee), оскільки вважалось, що птази використовують його, щоб знаходити дорогу під час щорічних міграцій.
Близько 3 тисяч років тому на естонський острів Сааремаа впав метеорит, утворивши кратер Каалі. Давні естонці вважали озеро в кратері Каалі священним місцем, де спочиває Сонце. Це могло бути пов'язано з тим, що падаючий метеор був прийнятий за Сонце, яке сідає в незвичному місці.

### Астрономія в Тартуській обсерваторії

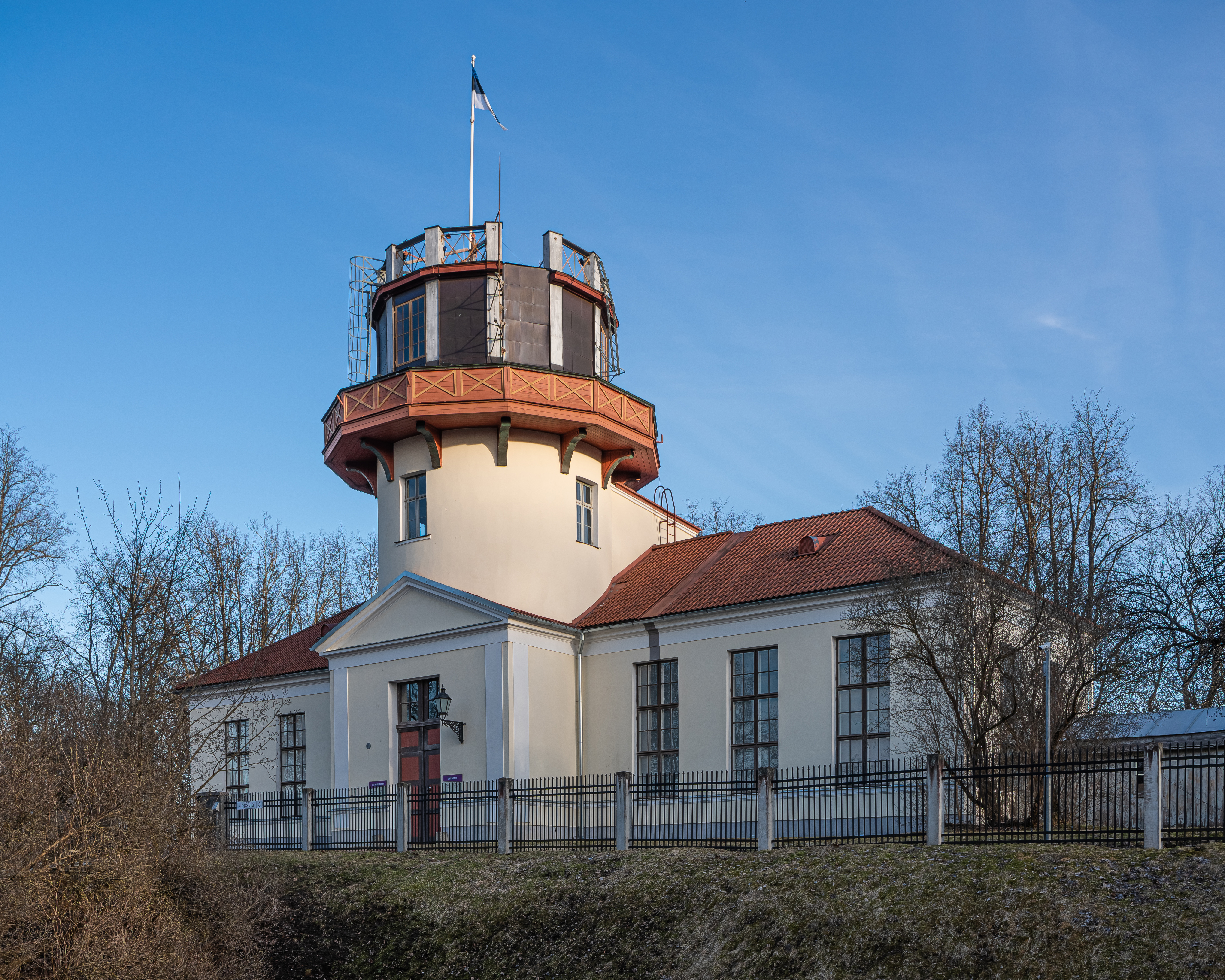
Стара Тартуська обсерваторія. Її вежа використовувалась як один з триангуляційних пунктів Дуги Струве

Тартуський університет був заснований шведським королем в 1632 році, закрився під час Великої Північної війни, але знову повноцінно запрацював з 1802 року. Викладання велось німецькою, а згодом російською мовою. Після Першої Світової війни німецькі професори масово покинули університет. Тартуський університет переключився на викладання естонською мовою і зробив визначний внесок в розробку естонської наукової термінології.
Тартуська обсерваторія була створена при університеті в 1810 році. 
Одночасно з розвитком астрономії в Тарту розвивалась астрономія і в заснованому в 1805 році Харківському університеті, що зумовило багато біографічних зв'язків між українськими та естонськими астрономами. Так перший астроном в Харківському університеті Йоганн Гут пізніше став одним із засновників Тартуської обсерваторії. Григорій Левицький, засновник Харківської обсерваторії, пізніше був директором Тартуської обсерваторії. Отто Васильович Струве починав свою кар'єру в Тартуській обсерваторії, а його син Людвіг Оттович Струве пізніше керував Харківською обсерваторією.
На початку XX століття Ернст Епік заснував естонську школу астрономії, відомими представниками якої стали Яан Ейнасто, Аксель Кіппер, Енн Саар, Арвед Сапар та інші.
Журнал "Публікації тартуської обсерваторії" (ест. Tartu Tähetorni Publikatsioonid, пізніше "Публікації тартуської астрофізичної обсерваторії", ест. Tartu astrofüüsika observatooriumi publikatsioonid) видавався з 1817 по 1990 рік і тривалий час був найстарішим астрономічним виданням у світі.

### Незалежна Естонія
В перші роки після здобуття незалежності фінансування науки значно погіршилось. Тартуську обсерваторію покинули майже всі технічні працівники, а на території обсерваторії було створено близько 10 приватних фірм (компʼютерних, друкарських тощо). Фонд Сороса допоміг обсерваторії, зокрема, з придбанням компʼютерів. Частина науковців, особливо молоді, емігрували за кордон або покинули науку. В умовах економічної кризи студенти неохоче поступали на астрономію, обираючи натомість фінансові або юридичні науки. Лише на початку 2000-х років фінансова сируація покращилась і знову зʼявилась велика кількість молодих астрономів.
В середині 1990-х років в естонській науці була введена грантова система - фінансування розподілялось на основінаукових досягнень, а більшість експертів для оцінки наукових проєктів залучались з-за кордону. Більшість наукових інститутів академії наук були розформовані, а їхні працівники були розподілені між різними підрозділами університетів. Однак Тартуська обсерваторія зберіглась як окрема установа, що тісно співпрацює з Тартуським університетом.
На початку 1990-х років Естонія стала членом журналу Astronomy and Astrophysics і відновила своє членство в Міжнародному астрономічному союзі.

## Сучасний стан

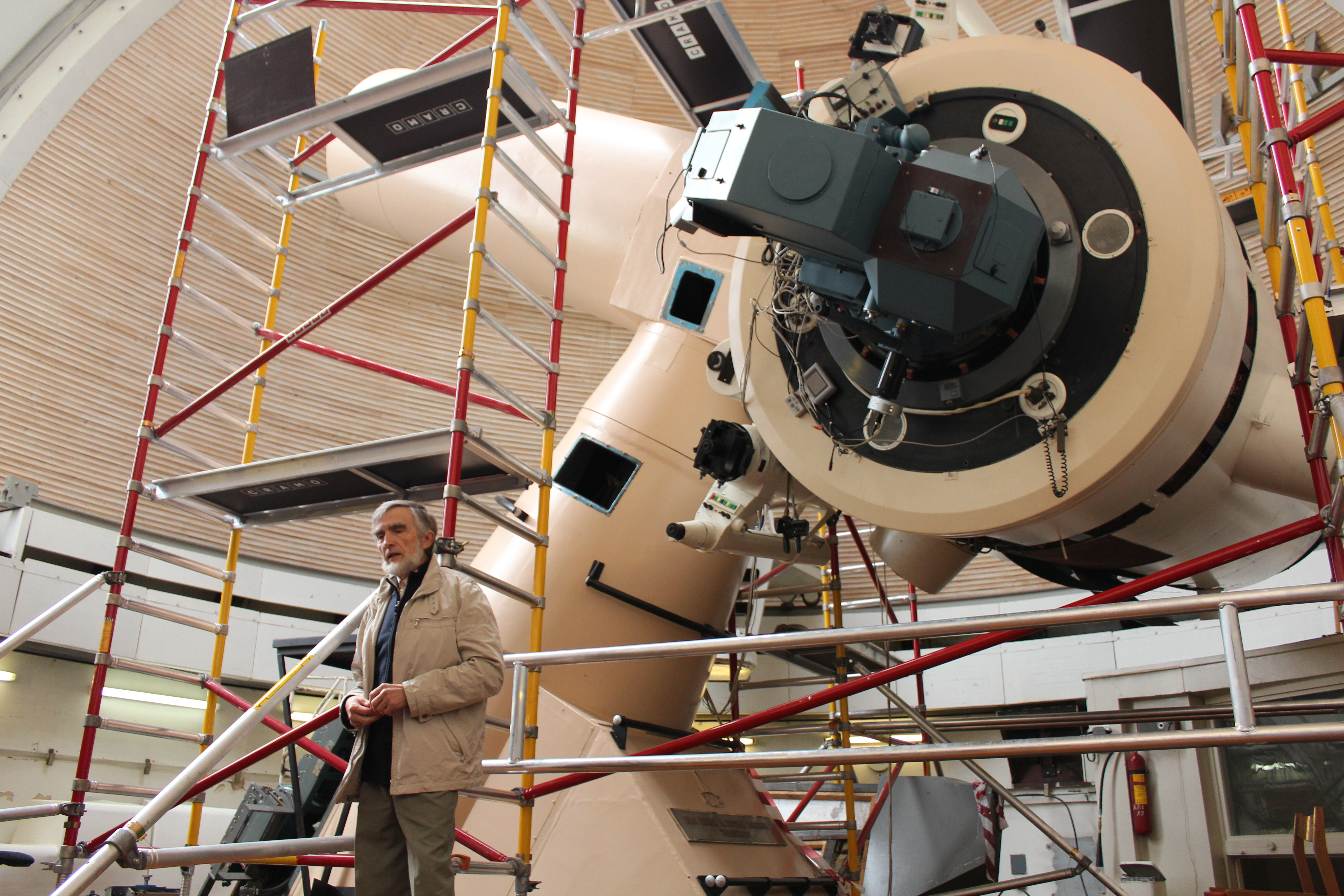
1,5-метровий телескоп Тартуської обсерваторії

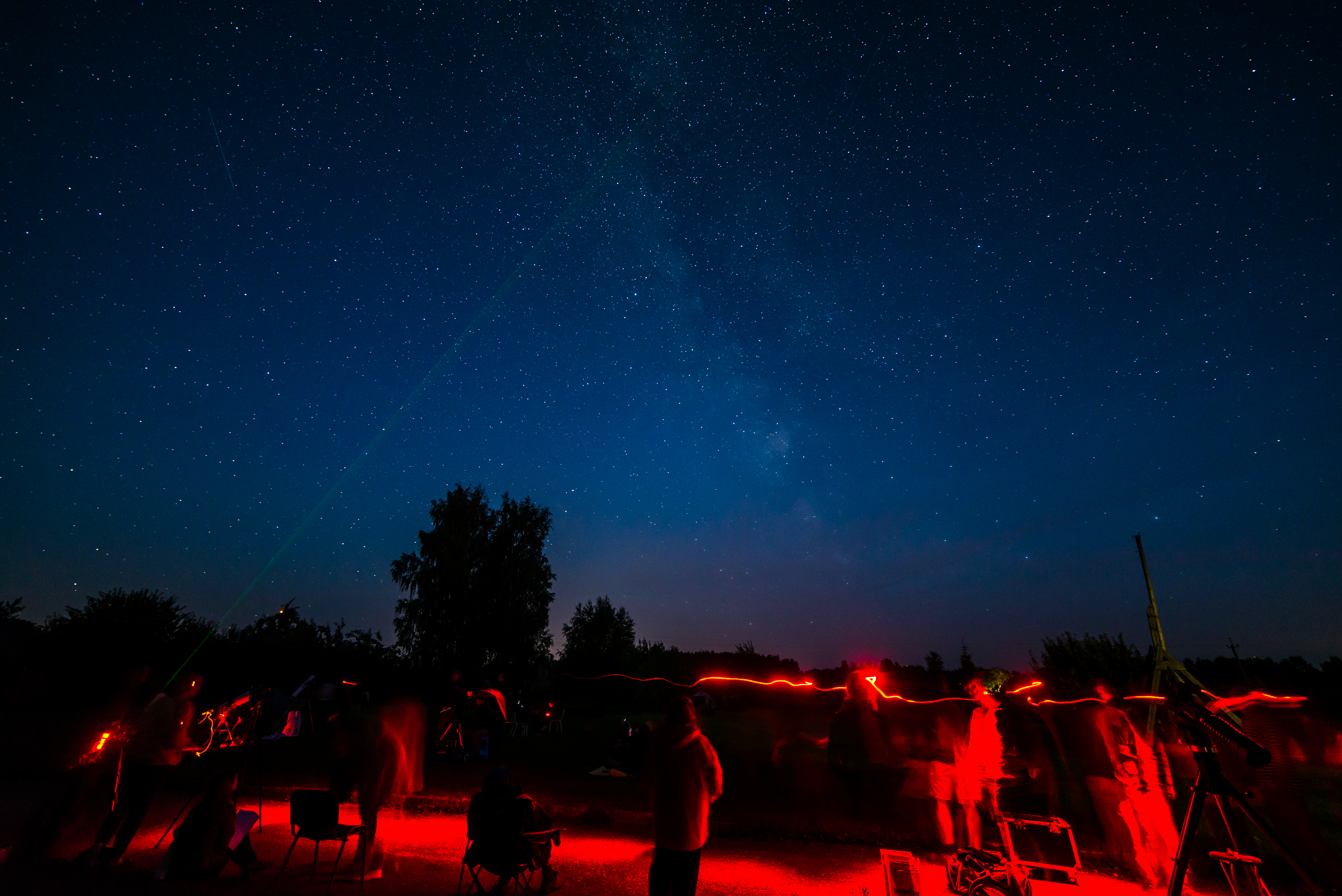
Збір естонських любителів астрономії в серпні 2015 року

Відкритий у 1974 році 1,5-метровий дзеркальний телескоп Тартуської обсерваторії в Тивересі досі залишається найбільшим телескопом у країнах Балтії та Північної Європи.
В Естонії працює Естонське астрономічне товариство.
Крім астрономії, значна увага приділяється розвитку космічних технологій. Одним із прикладів цього є естонська студентська супутникова програма.